# كأس البوسنة والهرسك 2009–10
كأس البوسنة والهرسك 2009–10 (بالصربية: Куп Босне и Херцеговине у фудбалу 2009/10.)‏ هو موسم من كأس البوسنة والهرسك. أقيم خلال الفترة 8 سبتمبر 2009 وحتى 19 مايو 2010، وأشرف على تنظيمه اتحاد البوسنة والهرسك لكرة القدم، وكان عدد الأندية المشاركة فيه 32، وفاز فيه نادي بوراتس بانيا لوكا.